# Gorogobius nigricinctus
Gorogobius nigricinctus és una espècie de peix de la família dels gòbids i de l'ordre dels perciformes.

## Morfologia
- Els mascles poden assolir 4 cm de longitud total.[4][5]

## Hàbitat
És un peix de clima tropical i demersal que viu fins als 35 m de fondària.

## Distribució geogràfica
Es troba a l'Atlàntic oriental: des del Senegal fins a Ghana i Annobon (Guinea Equatorial).

## Observacions
És inofensiu per als humans.